# الیندال، بخش سولانو، کالیفرنیا
الیندال، بخش سولانو، کالیفرنیا (به انگلیسی: Allendale, Solano County, California) یک منطقهٔ مسکونی در ایالات متحده آمریکا است که در کالیفرنیا واقع شده‌است.

## خصوصیات
الیندال ۱۶٫۰۵۸ کیلومترمربع مساحت و ۱٬۵۰۶ نفر جمعیت دارد و ۳۶٫۸۸ متر بالاتر از سطح دریا واقع شده‌است.